# Никола Харлаков
Никола Иванов Харлаков с псевдоними Виенски, Сари къна и Янтарски е български политически деец, публицист, участник в левицата на македонското освободително движение.

## Биография
Роден на 5 март 1874 година в Габрово, където завършва Априловската гимназия. Още като ученик става член на местната социалистическа дружинка. Завършва естествени науки в Киев. След завръщането си работи като учител в Педагогическото училище в Лом, но заради разпространяването на социалистически идеи са му отнети завинаги учителските права.
Включва се във ВМОК и редактира вестника на комитета „Реформи“. Отдава се на активна политическа дейност. Член на ЦК на БРСДП (тесни социалисти) и неин представител в Международното социалистическо бюро и секретар на Общия синдикален работнически съюз.
През 1905 година оформя групата на анархо-либералите, които са изключени от редовете на партията. Включва се в левицата на ВМОРО и става един от идеолозите ѝ. Поставя начало на съюза „Пролетарий“ и редактира неговото списание „Пролетарий“ (1905 – 1908). През 1908 година съюзът се влива в БРСДП (широки социалисти).
Заедно с Павел Делирадев и Ангел Томов издава списание „Начало“ първо в София, а после в Солун.
Взема участие в Балканските войни 1912 – 1913 година и в Първата световна война (1915 – 1918). Поради противоречия с ръководството на БРСДП (обединена) през 1915 година е отстранен от нейните редове. Депутат в XVI и XVII ОНС (1913 – 1919), от 1916 година като независим социалист. През 1919 година по негова инициатива е създадена Работническа комунистическа партия, която в началото на 1920 година се влива в БКП (тс). Членува в Македонската федеративна организация.
След държавния преврат на 9 юни 1923 година емигрира в СССР, а след това във Виена. Като представител на БКП съдейства за подписване на Майския манифест.
Включва се във ВМРО (обединена). Главен редактор (1924 – 1927) на печатния орган на Балканската комунистическа федерация „Федерасион Балканик“. Редактира и редица други вестници и списания: „Учителски другар“, „Начало“ и други.
Умира в Москва на 23 юни 1927 година.